# Lotte Lehmann (Schwimmerin)
Emma Charlotte „Lotte“ Lehmann verh. Lotte Sprössig (* 3. Oktober 1906 in Dresden; † nach 1928) war eine deutsche Schwimmerin und Olympiateilnehmerin.

## Leben
Sie gewann 1925 die Deutsche Meisterschaft über 100 m Freistil als Schwimmerin von Poseidon Dresden.
Im Jahr 1927 startete sie bei den Europameisterschaften in Bologna, wo sie zwei Bronzemedaillen gewann:
- über 100 m Freistil in 1:16,1 min hinter Marie Vierdag aus den Niederlanden (Gold in 1:15,0 min) und der Britin Joyce Cooper (Silber in 1:15,0 min)
- mit der 4 × 100-m-Freistilstaffel (Team: Lotte Lehmann, Anni Rehborn, Marianne Schmidt und Reni Erkens) in 5:12,8 min hinter den Niederlanden (Gold in 5:11,0 min) und Großbritannien (Silber in 5:11,6 min)

Auch bei den Olympischen Spielen 1928 in Amsterdam war sie am Start. Über 100 m Freistil kam sie in 1:15,2 min auf den achten und letzten Platz, und über 400 m Freistil scheiterte sie schon im Vorlauf. Mit der 4 × 100-m-Freistilstaffel (Team: Lotte Lehmann, Herta Wunder, Irmintraut Schneider und Reni Erkens) kam sie in 5:14,4 min mit einer Sekunde Rückstand hinter den drittplatzierten Südafrikanerinnen auf Platz vier (Gold ging an die Staffel aus den USA, die in 4:47,6 min unangefochten Weltrekord schwamm).